# Jan Matsys
Jan Matsys, také Massys, Metsys nebo Matsijs (1509/1510, Antverpy – 8. říjen 1575, Antverpy), byl vlámský malíř doby renesance a manýrismu, syn a pokračovatel Quentina Matsyse staršího.

## Život

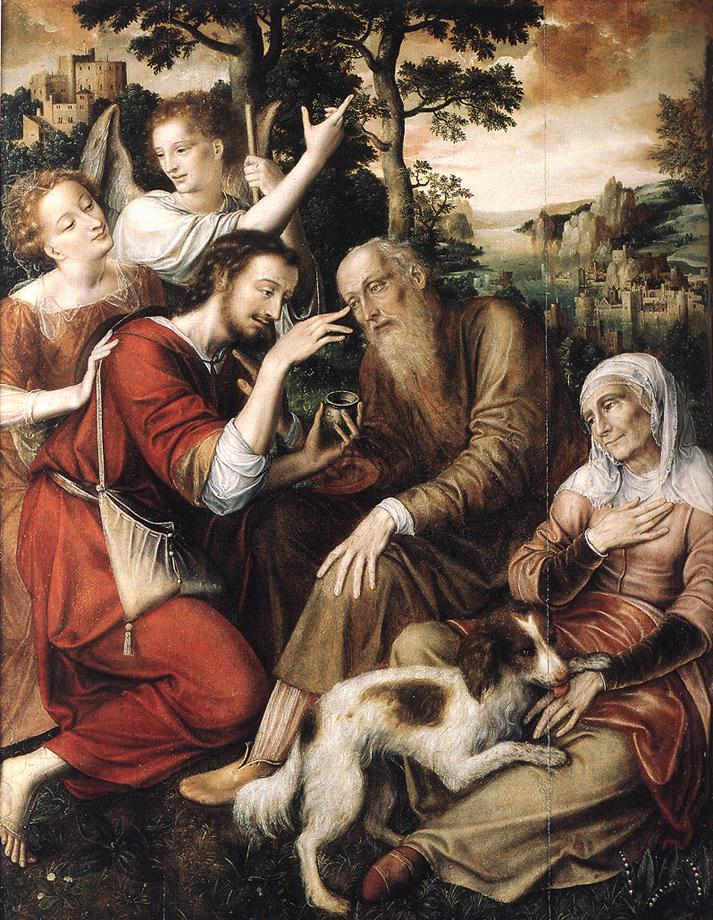
Uzdravení slepého Tobiáše

Vyučil se u svého otce a po jeho smrti v roce 1530 pokračoval ve vedení dílny. Kolem roku 1532 byl přijat mezi mistry do cechu sv. Lukáše v Antverpách. Neurčenou dobu pobýval a maloval ve Fontainebleau a převzal některé stylové prvky malířů Fontainebleuské školy. V roce 1536 byl zpět v Antverpách a přijal do učení prvního žáka, Franse van Tuylta. V roce 1538 se oženil s jeho sestrou, Annou van Tuylt. Jejich syn Quentin mladší se stal rovněž malířem, posledním zástupcem této třígenerační malířské rodiny. V roce 1543 se u něj učil Frans de Witte. 
Jako protestant a kacíř byl v roce 1544 inkvizicí odsouzen k odchodu do exilu, pravděpodobně odešel do Francie a odtamtud v roce 1550 dorazil do Janova, kde byl šest let dvorním malířem císařova admirála Andrease Dorii.  V roce 1558 se vrátil do Antverp, kolem roku 1562 pobýval v Bruselu. V Antverpách  zůstal až do smrti v roce 1575. Jeho pozdní práce jsou považovány za manýristické.

## Dílo (Výběr)
Byl figuralistou a věnoval se především biblickým námětům, žánrovým výjevům ze soudobého života měšťanů a alegoriím.
- Uzdravení slepého Tobiáše - raný obraz, spolupráce otce Quentina st.
- Lot a jeho dcery
- Deska orloje v Lovani s výjevy venkovských prací 12 měsíců roku a kalendáriem. (obrázek zde v infoboxu)
- Bohyně Flóra s panoramatem Antverp
- Veselá společnost

## Galerie

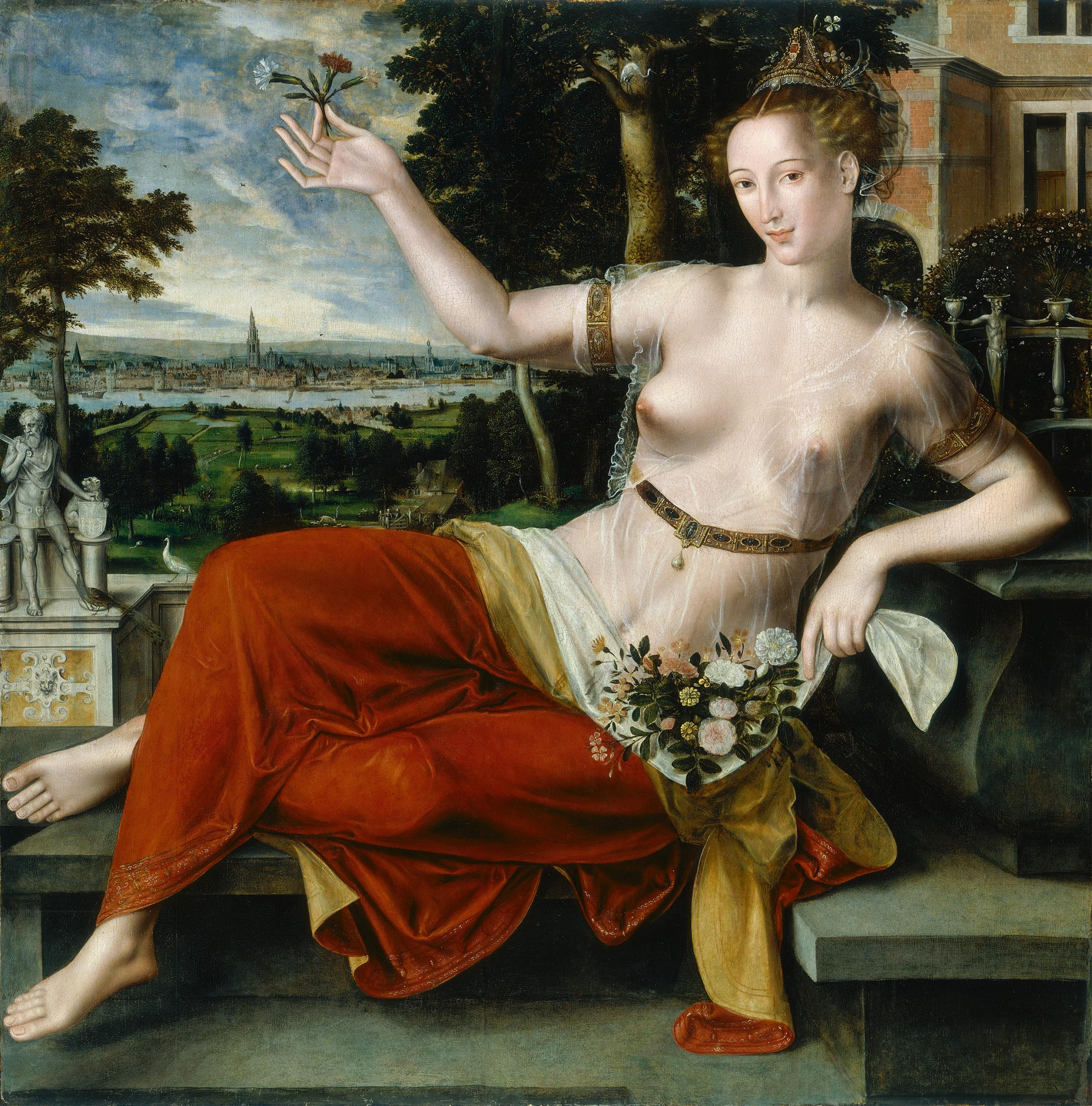
Flóra 1559, Hamburg
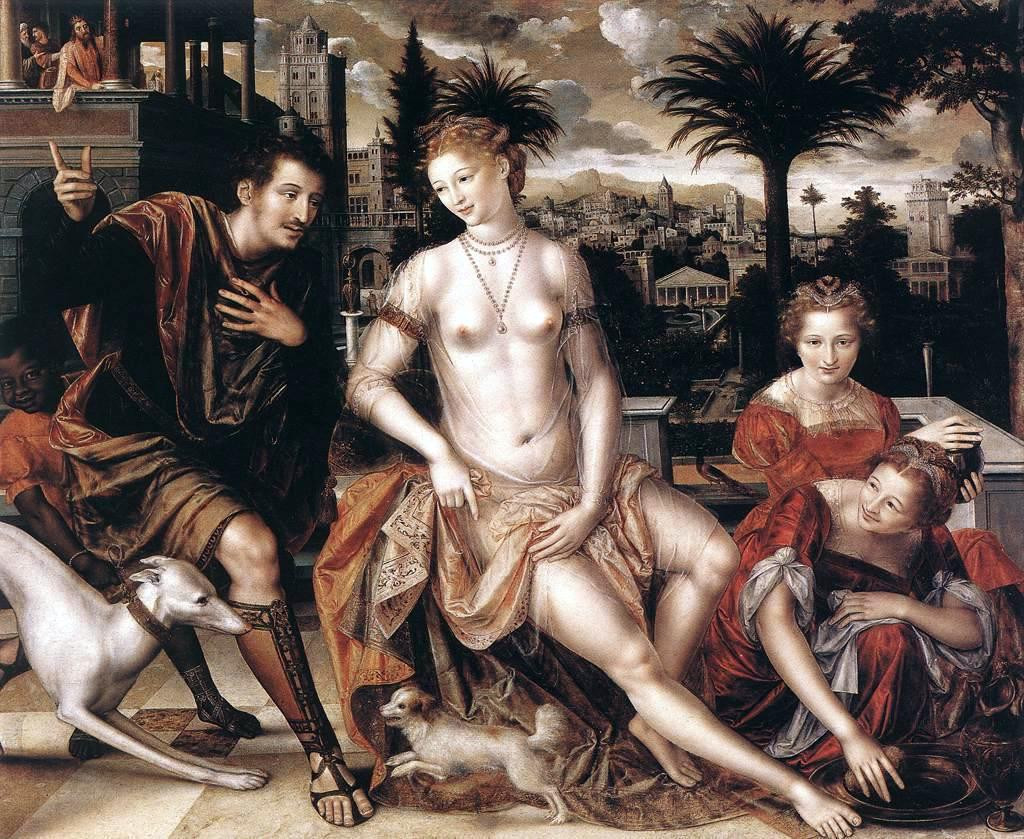
David a Betsabé 1562, Louvre
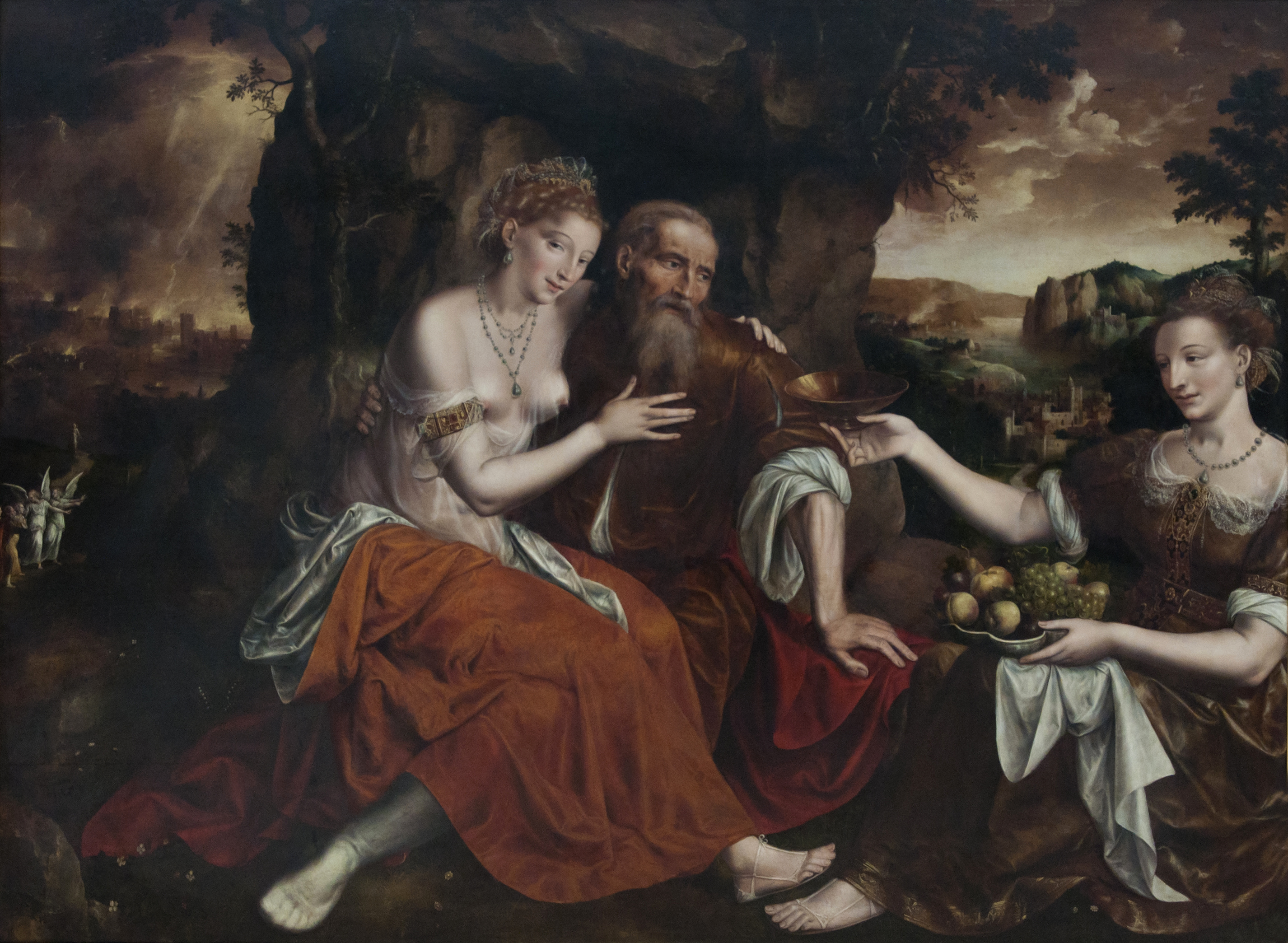
Lot  a jeho dcery 1565, Brusel
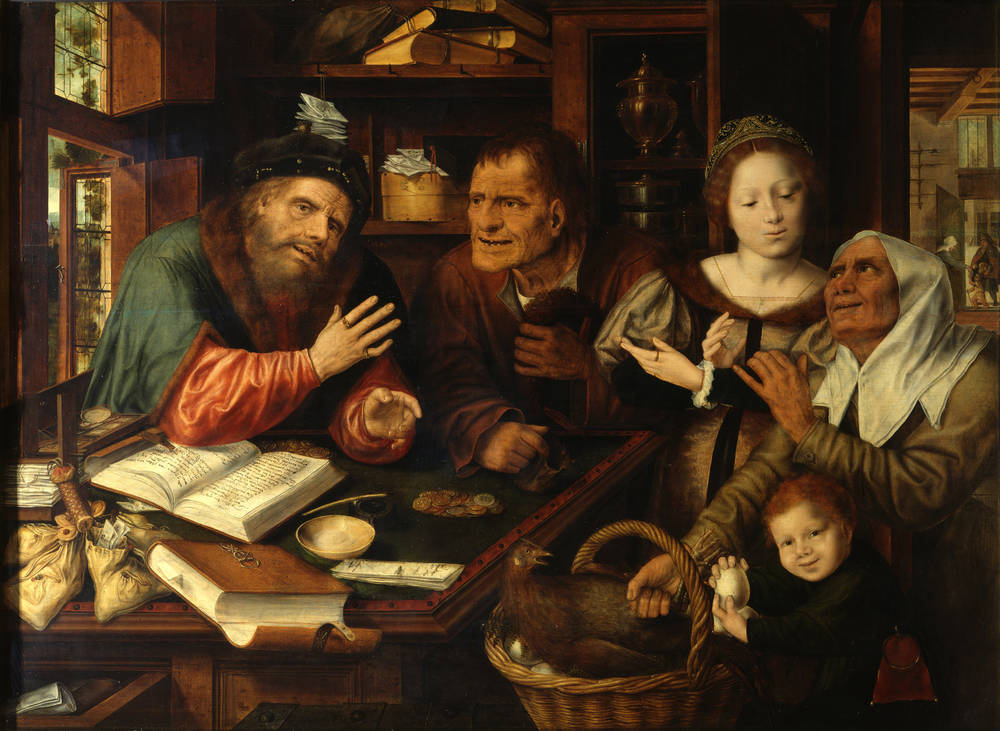
Penězoměnec Drážďany
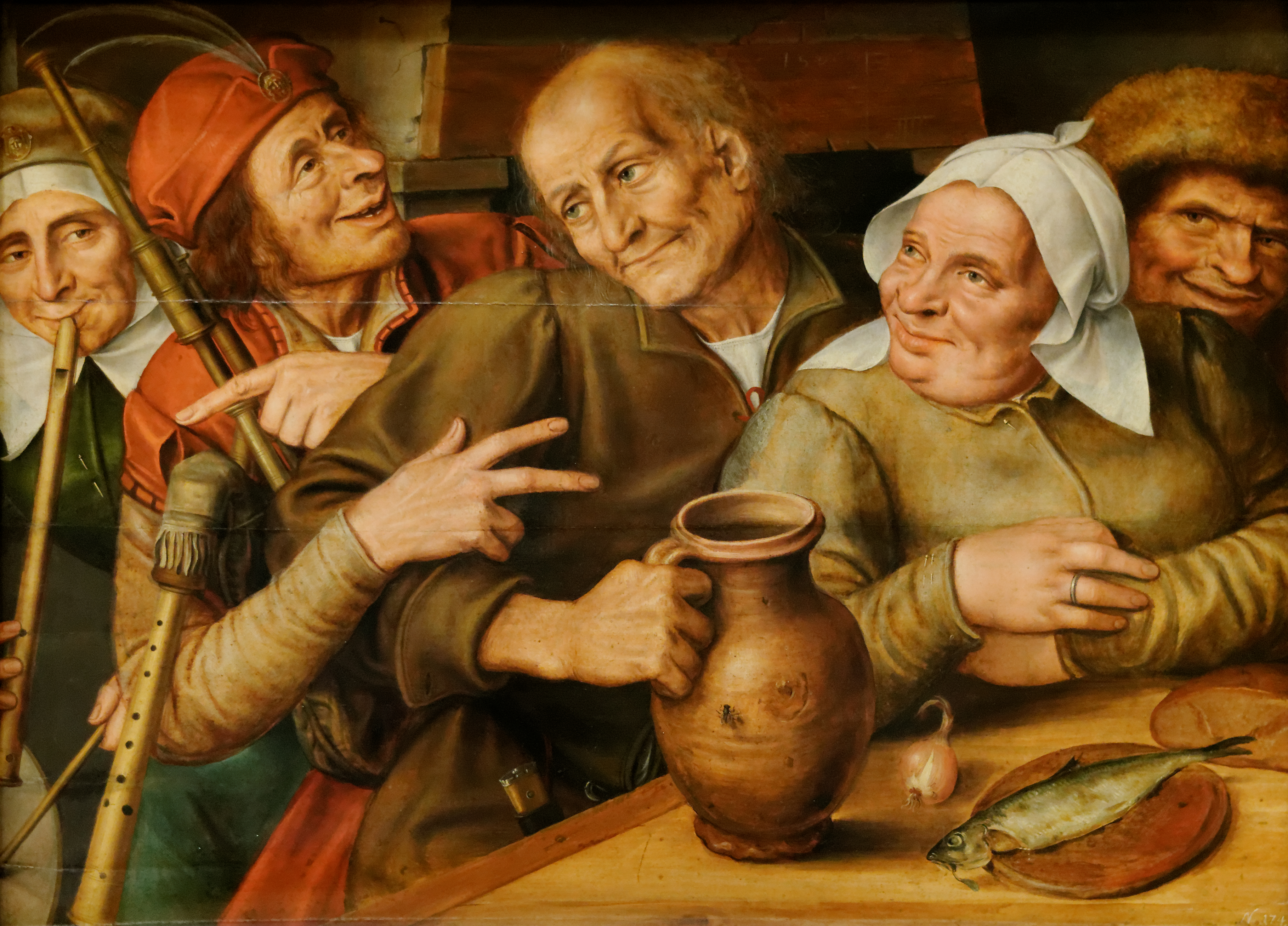
Hádka Kunsthistorisches Museum.